# Лаут Буісан
Лаут Буісан (д/н — 1619) — 6-й султан Магінданао в 1597—1619 роках.

## Життєпис
Син султана Бангкаї та Умбун, доньки дату одного з племен магінданао з о. Сланган. Отримав від свого брата — султана Гугу Сарікули — посаду лаксамана (в іспанському варіант капітан-лаута), що тотожнє адміралу. Також мав титул кайчіла (намісника).
Згодом повстав проти останнього, отримавши підтримку племен іранунів. 1597 року в битві біля міста Буаян завдав супротивнику поразки, змусивши того тікати до султанату Сулу. Втім вимушений призначити свого небожа Аматундінга (сина старшого брата Дімасангкаї Адела) спадкоємцем трону (Раджою Муда — «Молодшим володарем») та видав за нього заміж власну доньку Гаянг.
До 1600 року встановив міцну владу над племенами іранунів та маранао. Невдовзі стикнувся з просуванням іспанських колонізаторів на південь. 1602 року спільно з Раджою Сілонгою, правителем Буаяна, за підтримки Саїд Баракат-шаха, султана Тернате, маючи загалом 145 човнів здійснив напади на о.Палаван, сусідні Каламіанські острови, о. Міндоро і південь Лусона, що перебували під владою Іспанії.
У 1603 році Буїсан захопив єзуїтського місіонера Мельхіора Уртадо. Того ж року здійснив напад на о. Лейте, намагаючись спровокувати повстання дату (вождів) проти іспанців. Проте 1606 року невдало атакував цей острів, внаслідок чого розпався його союз з Раджою Сілонгою. Останній ще у 1605 року визнав зверхність Іспанії. Водночас заснував нову резиденцію — Котабато.
Втім тривалий час вимушений був поступитися впливом на острові Мінданао Раджі Сілонгу, який допомагав іспанцям у війнах з султанатом Тернате. В свою чергу Буїсан налагоджував союзні відносини з султанатом Сулу. 1608 року Буїсан знову здійснив напад на іспанські володіння — вісайські острови Лейте, Негрос і Самар.
Наприкінці панування позбавив статусу спадкоємця Аматундінга, який заснував власний султанат Ланао, ще більше послабивши султанат Магінданао. Помер Лаут Буісан 1619 року. Йому спадкував син Мухаммад Діпатуат Кударат.